# Haplophyllum furfuraceum
Haplophyllum furfuraceum är en vinruteväxtart som beskrevs av Bge. och Pierre Edmond Boissier. Haplophyllum furfuraceum ingår i släktet Haplophyllum och familjen vinruteväxter. Inga underarter finns listade i Catalogue of Life.